# RAF-977
RAF-977 var en sovjetisk minibus fremstillet af Rīgas Autobusu Fabrika baseret på komponenter fra GAZ-21 Volga. Modellen introduceredes i 1958 i en række forskellige modeller, herunder som varevogn og 10-sæders minibus. I 1962 blev den opdaterede udgave kaldet RAF-977D sat i produktion, men på grund af fabrikkens utilstrækkelige størrelse på anlægget i Lettiske SSR, flyttedes produktionen til ErAZ-fabrikken i Jerevan i Armenske SSR i 1966.
RAF-977 benyttedes hovedsagligt som tjenestekøretøj i Sovjetunionen og dennes samhandelslande som f.eks. Bulgarien, Ungarn, Kuba, Iran, Nigeria, Finland (ca. 20 st.) og andre lande. Minibusserne benyttedes udover som tjenestebiler også til ambulance-, taxa- og turistkørsel.